# Corps de garde prussien de Mayence
Pour les articles homonymes, voir Corps de garde (homonymie).
Le corps de garde, situé place Liebfrauenplatz à Mayence, héberge aujourd'hui la maison au cathedrale diocèsain. 
Il a été construit en 1829 au lieu du cloître de l'église Sainte-Marie aux Marches sérieusement endommagée par les bombardements de l’armée prussienne (1793). Entre 1803 et 1807, on rasa les vestiges de l'église. Il fut le siège de la police militaire, lorsque Mayence était une place forte de la Confédération germanique  et comportait une prison. Quand la Prusse annexa la garnison apres la guerre austro-prussienne et a enforce les activités militaires, le Hauptwache amplifier ce rôle sécuritaire. L'Hôtel du Corps de garde des forces autrichien à la forteresse de Mayence fait superflu.